# Bittstädt
Bittstädt is een dorp in de gemeente Amt Wachsenburg in de Ilm-Kreis in de Duitse deelstaat Thüringen. Bittstädt wordt voor het eerst vermeld in een oorkonde uit 786 waaruit blijkt dat het door Lullus, de aartsbisschop van Mainz, tot de goederen van het klooster Hersfeld werd bestemd. 

## Geschiedenis
Op 30 juni 1994 ging Bittstädt op in de Wachsenburggemeinde, die op 1 januari 2013 opging in de gemeente Amt Wachsenburg.
Bechstedt-Wagd · Bittstädt · Eischleben · Haarhausen · Holzhausen · Ichtershausen · Kirchheim · Rehestädt · Rockhausen · Röhrensee · Sülzenbrücken · Thörey · Werningsleben